# Il tocco della mano
Il tocco della mano (Dotknięcie ręki) è un film del 1992 diretto da Krzysztof Zanussi.